# Hennhofen
Hennhofen ist ein Kirchdorf und Ortsteil der Gemeinde Altenmünster im schwäbischen Landkreis Augsburg in Bayern (Deutschland).

## Geschichte
1862 bis 1929 gehörte die selbstständige Gemeinde Hennhofen zum Bezirksamt Zusmarshausen und ab 1929 zum Bezirksamt Wertingen, das ab 1939 dann als Landkreis Wertingen bezeichnet wurde. Im Zuge der Gebietsreform in Bayern wurde Hennhofen am 1. Juli 1972 dem Landkreis Augsburg (zunächst mit der Bezeichnung Landkreis Augsburg-West) zugeschlagen und am selben Tag in die Gemeinde Altenmünster eingemeindet.
Hennhofen gehört zur katholischen Pfarrei Sankt Vitus in Altenmünster.

## Persönlichkeiten
- Wilfried Eßer (* 1944 in Hennhofen), Maler